# Bruno Junqueira

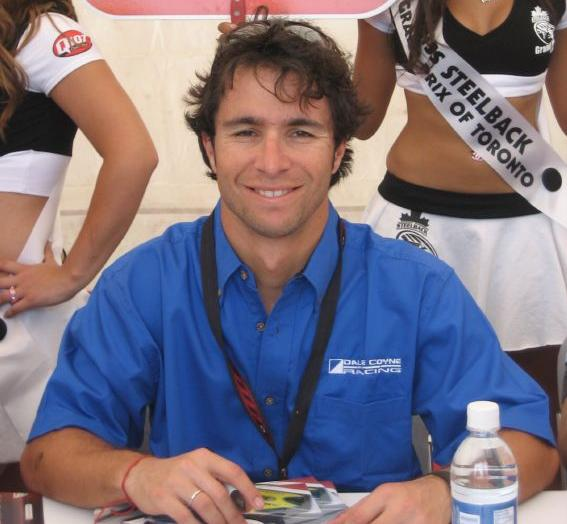
Junqueira in 2007

Bruno Junqueira (Belo Horizonte, 4 november 1976) is een Braziliaans autocoureur.
Hij startte met racen in de karting en domineerde in de Zuid-Amerikaanse Formule 3 voordat hij overstapte naar de Formule 3000. Hij was ook gedurende enkele jaren testrijder bij Williams. Het leek er even op dat hij in de Formule 1 ging rijden maar Jenson Button kreeg uiteindelijk het zitje bij Williams in 2000. Dat jaar won hij wel het Formule 3000-kampioenschap.
In 2001 ging hij naar de Verenigde Staten waar hij in de Champ Car ging rijden voor Chip Ganassi. Hij bleef in deze klasse bij Newman-Hass toon Ganassi overstapte naar de Indy Racing League. Hij bleek een van de toprijders in de klasse, maar zijn succes wordt ook voor een groot deel toegeschreven aan de topteams waar hij steeds deel van uitmaakte. Hij won voor zijn ongeluk in 2005 elk jaar minimum één race en werd drie jaar op rij tweede in het eindklassement: tussen 2002 en 2004. Hij pakte ook al een keer de pole-position in de Indianapolis 500.
In 2005 raakte hij geblesseerd in een ongeluk in de Indianapolis 500, toen hij A.J. Foyt IV op een ronde zette. Hij miste de rest van het seizoen door zijn blessures. In 2006 werd hij vijfde in de eindstand van de Champ Car. Een jaar later stapte hij over naar Dale Coyne Racing.